# Воля-Хомейова
Воля-Хомейова (пол. Wola Chomejowa) — село в Польщі, у гміні Борки Радинського повіту Люблінського воєводства.
Населення — 516 осіб (2011).

## Демографія
Демографічна структура станом на 31 березня 2011 року:
|          | Загалом | Допрацездатний вік | Працездатний вік | Постпрацездатний вік |
| -------- | ------- | ------------------ | ---------------- | -------------------- |
| Чоловіки | 270     | 70                 | 171              | 29                   |
| Жінки    | 246     | 51                 | 134              | 61                   |
| Разом    | 516     | 121                | 305              | 90                   |